# Когам (Кзилкогинський район)
Кога́м (каз. Қоғам) — село у складі Кзилкогинського району Атирауської області Казахстану. Входить до складу Тасшагільського сільського округу.
У радянські часи село називалось Коган.
Населення — 87 осіб (2021; 311 у 2009, 273 у 1999, 331 у 1989).